# Colts Neck
Colts Neck ist eine wohlhabende Gemeinde im Monmouth County im US-Bundesstaat New Jersey.

## Geografie
Colts Neck liegt 95 Kilometer von Manhattan und 115 Kilometer von Philadelphia entfernt.

## Demographie
Im Jahr 2010 hatte Colts Neck 10.142 Einwohner.
Es gab 3.513 Haushalte, von denen 50,1 % Kinder unter 18 Jahren beherbergten. 83,1 % der Einwohner waren verheiratete Paare, 9,1 % waren Singles und 6,1 % waren allein erziehende Mütter mit Kindern.
Die Durchschnittshaushaltsgröße betrug 3,17 Personen und die Durchschnittsfamiliengröße betrug 3,33 Personen.

### Altersgruppen
Tabelle mit prozentualer Anzahl der Einwohner pro Altersgruppe
| unter 18 | 18 bis 24 | 25 bis 44 | 45 bis 64 | über 65 |
| -------- | --------- | --------- | --------- | ------- |
| 29,2 %   | 12,1 %    | 28,8 %    | 21,7 %    | 8,1 %   |

Durchschnittsalter: 33 Jahre

### Einkommen
Das Durchschnittseinkommen eines Haushalts betrug im Jahr 2007 166.495 USD.
Im Jahr 2000 belegte die Gemeinde mit gerade einmal 10.000 Einwohnern Rang 39 der Gemeinden mit der höchsten Einkommensrate der USA.
Einer Studie des Jahres 2007 zufolge belegte Colts Neck Platz 16 der reichsten Städte in New Jersey.

## Geschichte
Ursprünglich war Colts Neck ein Bauerndorf und für seine große Anzahl an Reiterhöfen bekannt. Zwischen 1950 und 1970 wurden in den waldreichen Gebieten von Colts Neck Kolonial- und Ranch-Stil-Häuser erbaut. Von 1980 bis 2000 wurden diese schließlich durch große Häuser, Villen und weitläufige Ländereien ersetzt. Dies steigerte die Immobilienpreise in Colts Neck und den umliegenden Städten erheblich.
Heute liegt der durchschnittliche Listenpreis für ein Haus in Colts Neck bei etwa 1,5 Millionen US$.

## Gemeinde
Um eine starke Bebauung zu verhindern, erließ die Gemeinde die Vorschrift, dass jedes Haus auf mindestens einem Hektar Land stehen muss. 
Viele der Bewohner von Colts Neck arbeiten im New Yorker Bankenviertel. Bei den Anschlägen auf das World Trade Center am 11. September 2001 kamen fünf Mitglieder der Gemeinde ums Leben. Ihnen ist ein Denkmal des bis zu seinem Tod in Colts Neck lebenden Bildhauers Jim Gary gewidmet.

## Militäreinrichtungen
In der Nähe der Ortschaft befindet sich der US-Marinestützpunkt Naval Weapons Station Earle mit einem 2,9 Meilen langen Pier an der Sandy Hook Bay. Am 20. August 2013 wurden dort bei Wartungsarbeiten mindestens acht Menschen durch eine Explosion verletzt.

## Persönlichkeiten (Auswahl)
aktuelle Bewohner:
- Bruce Springsteen (* 1949), Rockmusiker. Er wohnt mit seiner Ehefrau Patti Scialfa auf der "Stone Hill Farm" und besitzt dort die größten Pferdestallungen der Stadt. Auf seinem großzügigen Anwesen befindet sich auch sein Tonstudio.
- Joe Klecko (* 1953), ehemaliger Spieler der New York Jets
- Jeff DeGrandis (* 1957), Produzent von Dora the Explorer
- David Bryan (* 1962), Musiker der Band Bon Jovi
- Paul Parmer (* 1970), Financier
- Queen Latifah (* 1970), Rapperin und Schauspielerin

ehemalige Bewohner:
- Jim Gary (1939–2006), Künstler
- Jim Nantz (* 1959), Sportkommentator für CBS
- Heather Locklear (* 1961), Schauspielerin